# Village of Lake Isabella
Village of Lake Isabella é uma vila localizada no estado americano de Michigan, no Condado de Isabella.

## Demografia
Segundo o censo americano de 2000, a sua população era de 1243 habitantes.
Em 2006, foi estimada uma população de 1125, um decréscimo de 118 (-9.5%).

## Geografia
De acordo com o United States Census Bureau tem uma área de
11,9 km², dos quais 9,0 km² cobertos por terra e 2,9 km² cobertos por água.

## Localidades na vizinhança
O diagrama seguinte representa as localidades num raio de 20 km ao redor de Village of Lake Isabella.